# Attentat de la ligne de bus de Tel-Aviv à Jérusalem de 1989
L'attaque du bus 405 Tel Aviv-Jérusalem est une attaque survenue le 6 juillet 1989, pendant la première Intifada, et perpétrée par Abd al-Hadi Ghanim, un militant de 25 ans du Jihad islamique palestinien. Dans un bus de banlieue n° 405 allant de Tel-Aviv à Jérusalem, Ghanim a saisi le volant du bus, le faisant tomber d'une falaise abrupte dans un ravin dans la région de Qiryat Ye'arim. Seize civils, dont deux Canadiens et un Américain, ont été tués lors de l’attaque et 27 ont été blessés.
L'incident a été décrit comme le premier attentat suicide palestinien, malgré la survie de l'agresseur. On l'a également décrit comme un « crash commandité » et un acte comportant des « ambiguïtés définitionnelles », car l'attaque semblait avoir été motivée par une vengeance personnelle. Malgré cela, l’acte a rapidement été qualifié de terrorisme par les deux parties au conflit israélo-palestinien pour des raisons politiques.

## Attaque
Le 6 juillet 1989, la ligne de bus de banlieue israélienne n° 405 a commencé son itinéraire régulier sur l'autoroute 1 de Tel-Aviv à Jérusalem. Lorsque le bus est passé par Neve Ilan, l'un des passagers, Abd al-Hadi Rafa Ghanim, a attaqué le chauffeur, a saisi le volant et a tiré le bus sur un précipice abrupt dans un ravin dans la région de Kiryat-Yéarim. Le conducteur n'a pas pu stabiliser l'autobus; le véhicule a alors roulé dans le ravin et a pris feu. Certains passagers ont été brûlés vifs.
Seize civils ont été tués dans l'attaque, dont deux Canadiens et un Américain, et 27 ont été blessés. Les étudiants de la yechiva Telz-Stone qui ont entendu les cris se sont précipités sur les lieux pour prodiguer les premiers soins. L'un des blessés, Yehuda Meshi Zahav, a fondé ZAKA, une organisation de secours bénévole.

## Auteur
L'auteur des faits, qui a survécu à l'accident, a reçu des soins médicaux pour ses blessures dans un hôpital israélien. Après l'attaque, il a été révélé que l'auteur était un membre du Jihad islamique palestinien âgé de 25 ans nommé Abd al-Hadi Rafa Ghanim, originaire du camp de réfugiés de Nusseirat dans la bande de Gaza. Ghanim a été reconnu coupable par la justice israélienne et condamné à 16 peines de prison à vie pour meurtre, détournement d'avion et terrorisme. Le 18 octobre 2011, Ghanim a été transféré d'une prison israélienne vers la bande de Gaza dans le cadre de l'échange de prisonniers de Gilad Shalit entre Israël et le Hamas.